# EgyptAir Express

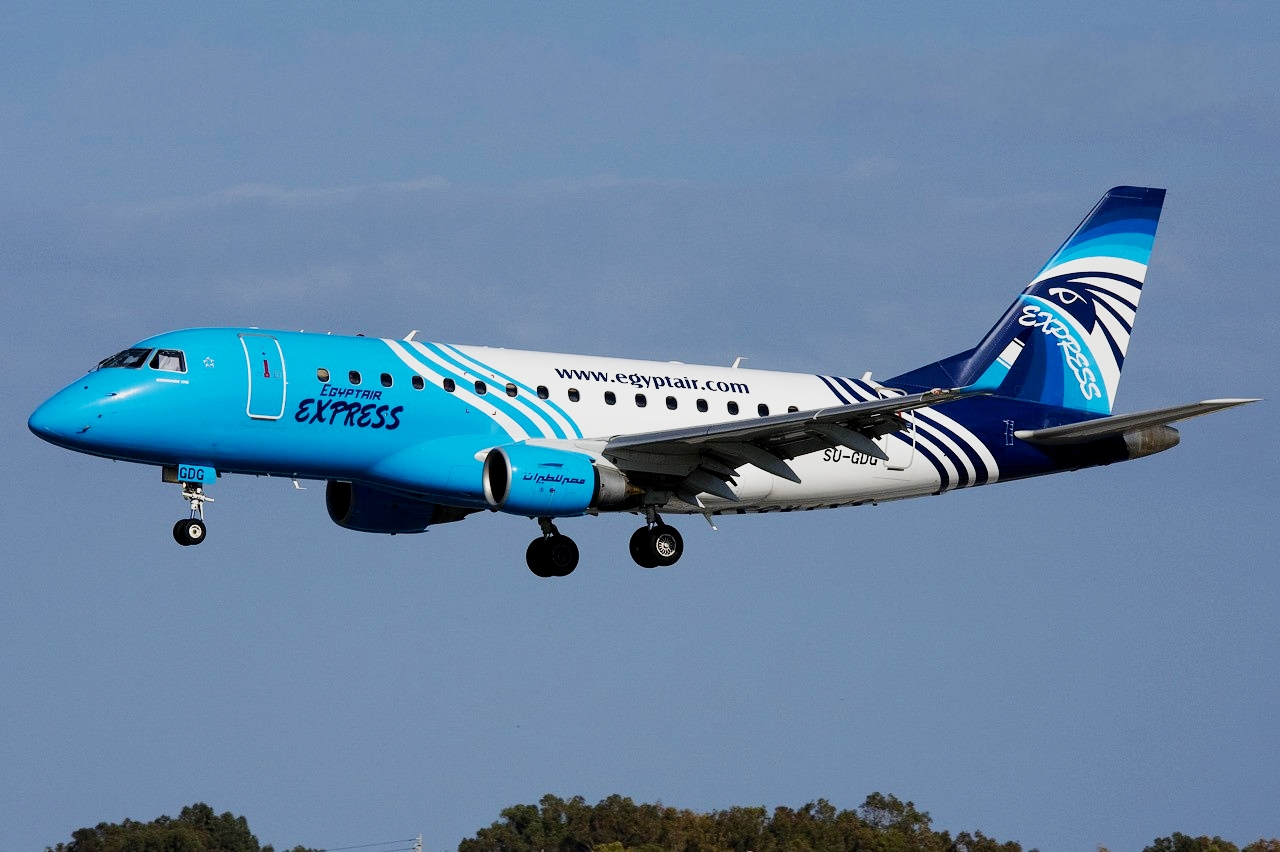
Embraer ERJ-170LR авіакомпанії Egyptair Express (реєстраційний SU-GDG) в міжнародному аеропорту Мальти

EgyptAir Express — колишня єгипетська авіакомпанія зі штаб-квартирою в Каїрі, що працює у сфері регулярних пасажирських перевезень між аеропортів всередині країни і за її межами. Є дочірнім підприємством національної авіакомпанії EgyptAir. Припинила діяльність 4 листопада 2019.
Портом приписки авіакомпанії і її головним транзитним вузлом (хабом) є міжнародний аеропорт Каїра, два інших хаба знаходяться в міжнародному аеропорту Александрії та міжнародному аеропорту Шарм-ель-Шейха.
EgyptAir Express, як дочірнє підприємство EgyptAir, з липня 2008 року є членом глобального авіаційного альянсу пасажирських перевезень Star Alliance.

## Історія
Авіакомпанія EgyptAir Express була заснована на початку 2007 року і почала операційну діяльність 1 червня того ж року як регіональний авіаперевізник, що експлуатує флот з менших у порівнянні з EgyptAir повітряних суден.

## Маршрутна мережа
У серпні 2011 року маршрутна мережа регулярних перевезень авіакомпанії EgyptAir Express включала в себе наступні пункти призначення:
- Єгипет
  - Абу-Сімбел — аеропорт Абу-Сімбел
  - Александрія — міжнародний аеропорт Александрії
  - Асьют — аеропорт Асьют
  - Асуан — міжнародний аеропорт Асуан
  - Каїр — міжнародний аеропорт Каїра хаб
  - Хургада — Міжнародний аеропорт Хургада
  - Луксор — міжнародний аеропорт Луксор
  - Марса-Алам — аеропорт Марса-Алам
  - Мерса-Матрух — міжнародний аеропорт Мерса-Матрух (літній сезон)
  - Порт-Саїд — аеропорт Порт-Саид
  - Шарм-еш-Шейх — Міжнародний аеропорт Шарм-ель-Шейх
- Греція
  - Афіни — Міжнародний аеропорт «Елефтеріос Венізелос»
- Угорщина
  - Будапешт — Міжнародний аеропорт імені Ференца Ліста
- Ліван
  - Бейрут — Бейрутський міжнародний аеропорт імені Рафіка Харірі
- Мальта
  - Лука — міжнародний аеропорт Мальти
- Саудівська Аравія
  - Джидда — міжнародний аеропорт імені короля Абдулазіза (літній сезон)

## Флот
У липні 2014 року повітряний флот авіакомпанії EgyptAir Express складали наступні літаки: